# Agoma albiventris
Agoma albiventris är en fjärilsart som beskrevs av Jordan 1913. Agoma albiventris ingår i släktet Agoma och familjen nattflyn. Inga underarter finns listade i Catalogue of Life.